# Башта № 3 (Судак)
Башта (Верхня безіменна) — пам'ятка архітектури національного значення України (охор. № 010071/18), що належить до комплексу пам'яток Генуезької фортеці в Судаку. Згідно з Переліком об'єктів нерухомої спадщини Судацької фортеці Національного заповідника «Софія Київська», башта має порядковий номер 3. Споруджена в 1375—1414 роках.
Знаходиться в верхньому ярусі укріплень, на скелі, що звернена в бік міста. Зі сходу з'єднана фортечною стіною з Георгіївською баштою. Із заходу фортечна стіна зруйнована повністю до башти, від якої збереглися лише основа і фрагмент з основою бійниці. Від дерев'яних бойових ходів залишилися гнізда.
Вежа одноярусна, відкритого типу, увінчана зубцями-кремальєрами, що огороджували бойовий майданчик. Дерев'яне перекриття спиралося на уступи стін.
У 1971 році пам'ятку реставровано: закладені вибоїни, заповнені зруйновані ділянки кладки стін, східна стіна укріплена залізобетонним поясом, відновлені зубці. Одночасно з баштою реставровано прилеглу ділянку стіни до Георгіївської башти.